# Eriococcus timidus
Eriococcus timidus är en insektsart som beskrevs av Hulden 1985. I den svenska databasen Dyntaxa används istället namnet Acanthococcus timidus. Enligt Catalogue of Life ingår Eriococcus timidus i släktet Eriococcus och familjen filtsköldlöss, men enligt Dyntaxa är tillhörigheten istället släktet Acanthococcus och familjen filtsköldlöss.
Artens utbredningsområde är Finland. Arten har ej påträffats i Sverige. Inga underarter finns listade i Catalogue of Life.